# Fresh Cream
Fresh Cream — дебютний музичний альбом британського гурту Cream. Вийшов 9 грудня 1966 року на лейблі Reaction Records (WB), ATCO (USA). Загальна тривалість композицій становить 40:52. Альбом досяг 6-ої позиції в британських чартах. Альбом відносять до напрямків рок, блюз-рок.  
Британський альбом вийшов як у моно, так і в стерео версіях одночасно з релізом синглу «I Feel Free». Fresh Cream вийшов у дещо іншій формі в січні 1967 року Atco Records у США, також у моно та стерео версіях.

## Запис
Басист Джек Брюс пізніше сказав, що вступна пісня «N.S.U.» був написаний для першої репетиції гурту. «Це було як рання панк-пісня... назва означала «неспецифічний уретрит». Це не означало NSU Quickly, який був одним із тих маленьких мопедів 1960-х років. Я казав, що це про учасника гурту, який хворів на венеричну хворобу. Я не можу сказати вам, який... крім того, що він грав на гітарі».
На альбомі безумовно є записи накладенням («Cat's Squirrel», «Spoonful» і «Sweet Wine»), але здебільшого він записувався наживо. Проганяли кожну річ пару раз, а потім записували, зазвичай з одного дубля. Як згадує Ерік: "Ми просто бавилися. Ми не сприймали всерйоз. Я маю на увазі, більшу частину часу ми просто дуріли, випивали, як кажуть, "добре сиділи", розумієте, ми були діти." В результаті вийшов дійсно, живий, свіжий Cream, спонтанний і енергійний, з усіх студійних альбомів Cream найнаближеніший до концертного звучання групи.

## Список пісень
- Варіант США

| 1.  | I Feel Free                | 2:52 |
|     |                            |      |
| 2.  | N.S.U.                     | 2:44 |
|     |                            |      |
| 3.  | Sleepy Time Time           | 4:20 |
|     |                            |      |
| 4.  | Dreaming                   | 1:59 |
|     |                            |      |
| 5.  | Sweet Wine                 | 3:18 |
|     |                            |      |
| 6.  | Cat's Squirrel             | 3:03 |
|     |                            |      |
| 7.  | Four Until Late            | 2:07 |
|     |                            |      |
| 8.  | Rollin' and Tumblin'       | 4:42 |
|     |                            |      |
| 9.  | I'm So Glad                | 3:57 |
|     |                            |      |
| 10. | Toad                       | 5:09 |
|     | Пізніше видання (+2 треки) |      |
| 11. | The Coffee Song            | 2:45 |
|     |                            |      |
| 12. | Wrapping Paper             | 2:22 |
|     |                            |      |
- Варіант Великої Британії

| 1.  | N.S.U.                        | 2:42 |
|     |                               |      |
| 2.  | Sleepy Time Time              | 4:20 |
|     |                               |      |
| 3.  | Dreaming                      | 1:56 |
|     |                               |      |
| 4.  | Sweet Wine                    | 3:16 |
|     |                               |      |
| 5.  | Spoonful                      | 6:26 |
|     |                               |      |
| 6.  | Cat's Squirrel (Instrumental) | 3:05 |
|     |                               |      |
| 7.  | Four Until Late               | 2:07 |
|     |                               |      |
| 8.  | Rollin' and Tumblin'          | 4:42 |
|     |                               |      |
| 9.  | I'm So Glad                   | 3:55 |
|     |                               |      |
| 10. | Toad (Instrumental)           | 5:09 |
|     |                               |      |

## Сертифікація
| Регіон                 | Сертифікація | Продажі |
| ---------------------- | ------------ | ------- |
| Австралія (ARIA)       | Золотий      | 35,000  |
| Велика Британія (BPI)  | Золотий      | 100,000 |
| Сполучені Штати (RIAA) | Золотий      | 500,000 |

## Учасники запису
Музиканти
- Джинджер Бейкер – барабани, перкусія, вокал
- Джек Брюс – вокал, бас-гітара, гармоніка, піаніно
- Ерік Клептон – гітара, вокал

Технічний персонал
- Роберт Стігвуд – продюсер
- Джон Тімперлі – інженер[9]